# مشرف رجم‌المشرف
مشرف رجم‌المشرف (به عربی: المشرف رجم المشرف) یک روستا در سوریه است که در ناحیه تمانعه واقع شده‌است. مشرف رجم‌المشرف ۳۵۴ نفر جمعیت دارد.